# Lluc Tomàs Munar
Lluc Tomàs Munar, nascut a Llucmajor, Mallorca, el 1948, és un polític mallorquí del PP Balear llicenciat en Ciències Econòmiques. Treballà en diferents empreses dedicades a la producció sabatera, entre les quals destaca la fundada pel seu avi Miquel Munar Calafat. Entre 1987 i 1994 fou director general de Promoció Industrial del Govern de les Illes Balears, regidor de l'Ajuntament de Llucmajor la legislatura 1995-1999 amb el batle Gaspar Oliver Mut, i batle de Llucmajor durant tres legislatures: 1999-2003 amb 10 regidors (4260 vots) dels 21 i que governà gràcies a un pacte amb l'Agrupación Social Independiente (ASI) de Joaquín Rabasco que tenia 2 regidors; 2003-2007 amb 11 regidors (5736 vots) que representaven majoria absoluta malgrat governà amb un pacte amb ASI; i 2007-2008 amb majoria de 10 regidors (5729 vots), insuficients per governar amb majoria absoluta i formà govern amb el suport del partit Agrupación Social Independiente (ASI) de Joaquín Rabasco.

## Acció de govern
Tomàs governà uns anys d'expansió urbanística mai vista al municipi de Llucmajor, tant a la vila com a diverses urbanitzacions costaneres, que s'inicià cap al 2001. Malgrat l'augment d'ingressos per llicències urbanístiques, els seus mandats es caracteritzaren per l'increment de les despeses municipals per damunt dels ingressos. Per evitar l'excés d'endeutament creà el 2002 l'empresa municipal LLEMSA (Llucmajor Empresa Municipal de Serveis S.A.) per encarregar-se dels serveis de manteniment i desviar-li bona part de les despeses de l'ajuntament. Malgrat això el 2003 es gastà 1 milió d'euros més que ingressos i els anys següents foren semblants. Aquest fet conduí a un endeutament molt elevat que condicionà l'acció de govern dels batles que el seguiren. Per fer front al deute els darrers anys del seu mandat incrementà notablement les taxes i els imposts, especialment l'Impost sobre Béns Immobles (IBI). Just al final del seu mandat, el deute era de 29 043 000 €; i un any després el deute s'havia incrementat fins als 38 823 000 €, que representava el 126,5% dels ingressos, essent el municipi més endeutat de les Illes Balears i un dels tres-cents (4%) més endeutats de l'Estat. Aquest increment de l'IBI provocà la indignació de la població que es manifestà en contra el 19 de març de 2008. També els seus anys en el govern vingueren marcats per les aliances de govern amb el partit populista Agrupación Social Independiente (ASI) de Joaquín Rabasco.

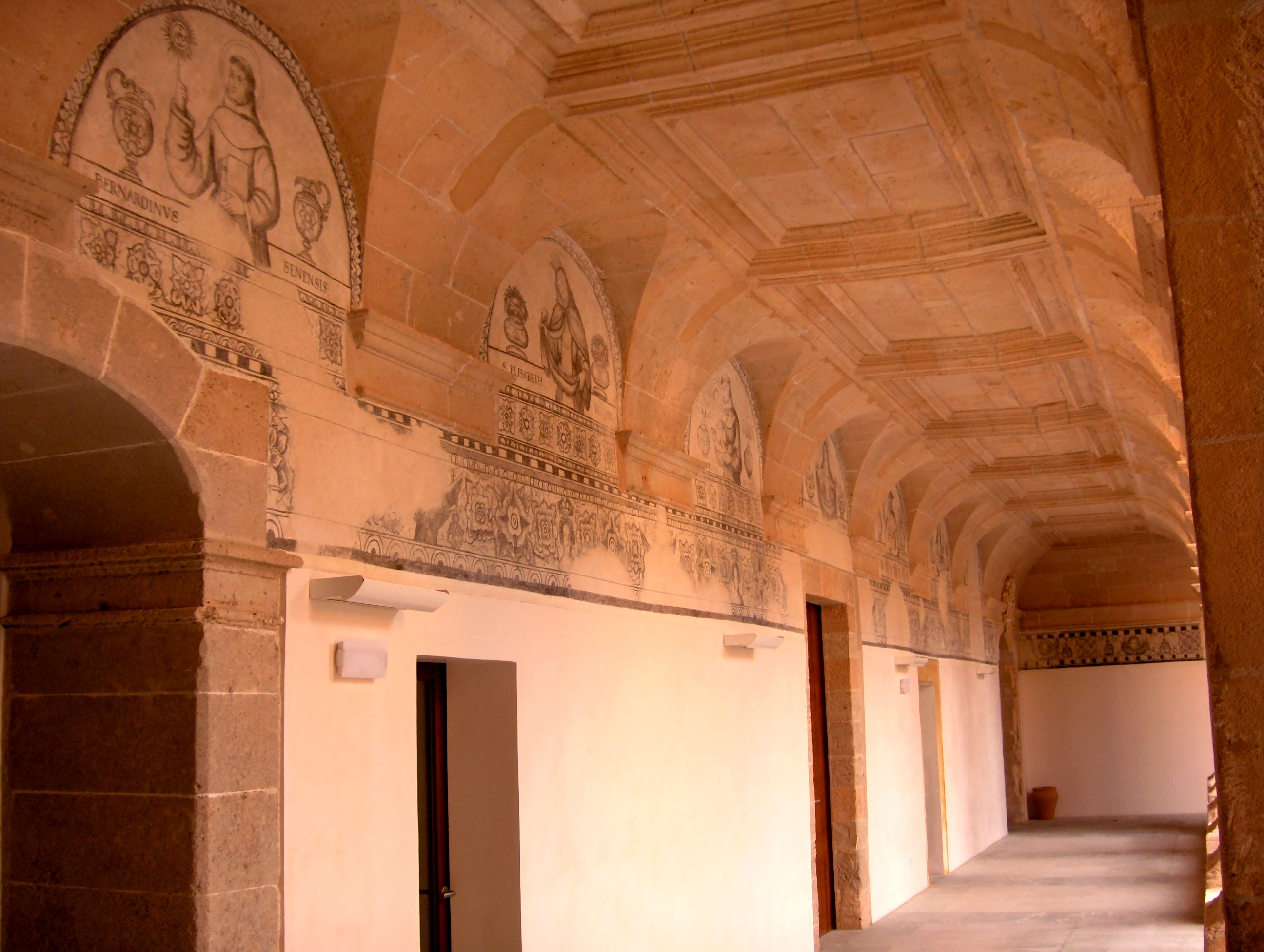
Claustre de Sant Bonaventura

Cal recordar-lo per haver aconseguit la restauració del claustre del Convent de Sant Bonaventura amb el suport del Govern de les Illes Balears que es completà la primavera del 2007, utilitzat actualment com a centre cultural; i la introducció a les fetes patronals del ball dels cavallets cotoners. El 2002 inaugurà la piscina coberta a Llucmajor, el 2006 l'ampliació del cementeri i la construcció del tanatori municipal.

## Cas Llucmajor
Fou jutjat per un presumpte delicte de prevaricació dins el marc de l'anomenat Cas Llucmajor. Fou acusat de conèixer i encobrir presumptes desviacions de diners públics per part del batlle pedani de l'Arenal del 2003, Joaquín Rabasco (ASI). Per aquest motiu, el 2008 fou condemnat a 3 anys de presó per malversació per l'Audiència Provincial de Palma i abandonà la política. El 2010, però, aquesta sentència fou anul·lada per greus defectes pel Tribunal Suprem. Retirat de la política i absolt al Cas Llucmajor passà a dedicar-se a gestionar una empresa privada de distribució de combustibles.